# Luigi Renna
Luigi Renna (* 23. ledna 1966 Corato) je italský římskokatolický duchovní a arcibiskup Katánie.

## Život
Narodil se 3. ledna 1966 v Corato.
Vstoupil do kněžského semináře. Na Papežské univerzitě Gregoriana získal licenciát z morální teologie a na Papežské lateránské univerzitě doktorát ze stejné disciplíny. Dne 7. září 1991 byl biskupem Raffaelem Calabrou vysvěcen na kněze a inkardinován do diecéze Andria. Vykonával různé pastorační činnosti.
Roku 1997 se stal rektorem kněžského semináře v Andrii a roku 2007 rektorem Papežského regionálního semináře Pia XI. v Molfettě. Vyučoval též na místní teologické fakultě. Dne 1. října 2015 jej papež František jmenoval biskupem Cerignoly-Ascoli Satriano. Biskupské svěcení přijal 2. ledna následujícího roku z rukou arcibiskupa Francesca Cacucciho a spolusvětiteli byli biskup Raffaele Calabro a biskup Felice di Molfetta.
Dne 8. června 2022 byl ustanoven metropolitním arcibiskupem Katánie. Dne 29. června přijal od papeže pallium.